# Barzy-sur-Marne
Barzy-sur-Marne est une commune française située dans le département de l'Aisne en région Hauts-de-France.

## Géographie
Village du sud du département de l'Aisne, situé dans la zone d'appellation « Champagne de l'Aisne ».

### Hydrographie
La commune est située dans le bassin Seine-Normandie. Elle est drainée par la Marne et le fossé 01 de Marcilly,,.
La Marne  prend sa source sur le plateau de Langres, dans la commune de Saints-Geosmes (Haute-Marne) et se jette dans la Seine entre Charenton-le-Pont et Alfortville (Val-de-Marne) dans le quartier de Conflans-l'Archevêque.

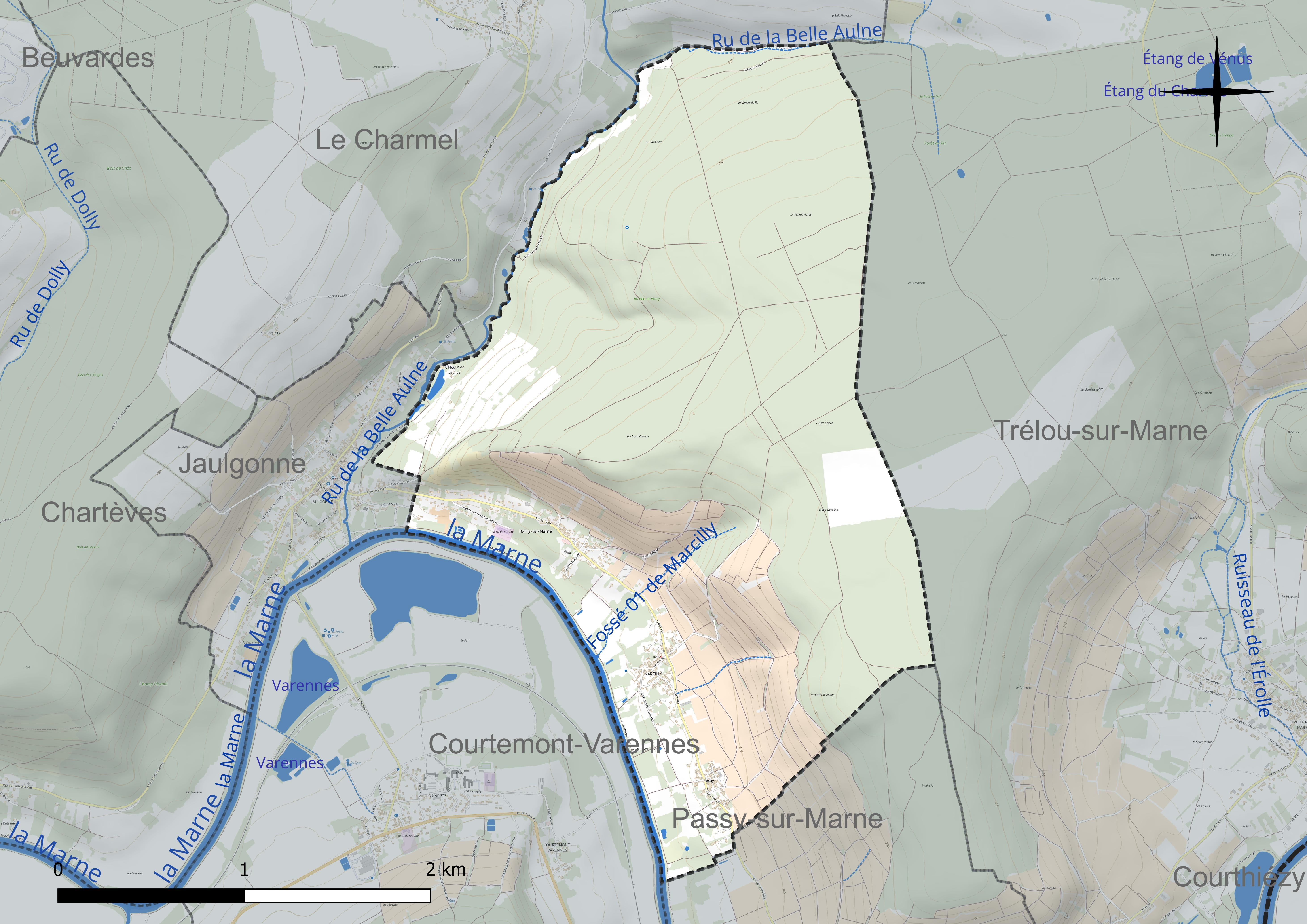
Réseau hydrographique de Barzy-sur-Marne.

### Climat
Pour des articles plus généraux, voir Climat des Hauts-de-France et Climat de l'Aisne.
En 2010, le climat de la commune est de type climat océanique dégradé des plaines du Centre et du Nord, selon une étude du CNRS s'appuyant sur une série de données couvrant la période 1971-2000. En 2020, Météo-France publie une typologie des climats de la France métropolitaine dans laquelle la commune est exposée à un climat océanique altéré et est dans la région climatique Nord-est du bassin Parisien, caractérisée par un ensoleillement médiocre, une pluviométrie moyenne régulièrement répartie au cours de l'année et un hiver froid (3 °C).
Pour la période 1971-2000, la température annuelle moyenne est de 10,5 °C, avec  une amplitude thermique annuelle de 15,3 °C. Le cumul annuel moyen de précipitations est de 756 mm, avec 12,6 jours de précipitations en janvier et 8,3 jours en juillet. Pour la période 1991-2020 la température moyenne annuelle observée sur la station météorologique la plus proche, située sur la commune de Blesmes à 9 km à vol d'oiseau, est de 10,6 °C et le cumul annuel moyen de précipitations est de 713,0 mm,. Pour l'avenir, les paramètres climatiques de la commune estimés pour 2050 selon différents scénarios d'émission de gaz à effet de serre sont consultables sur un site dédié publié par Météo-France en novembre 2022.

## Urbanisme

### Typologie
Au 1er janvier 2024, Barzy-sur-Marne est catégorisée commune rurale à habitat dispersé, selon la nouvelle grille communale de densité à 7 niveaux définie par l'Insee en 2022.
Elle est située hors unité urbaine et hors attraction des villes,.

### Occupation des sols
L'occupation des sols de la commune, telle qu'elle ressort de la base de données européenne d'occupation biophysique des sols Corine Land Cover (CLC), est marquée par l'importance des forêts et milieux semi-naturels (62,4 % en 2018), une proportion sensiblement équivalente à celle de 1990 (62,8 %). La répartition détaillée en 2018 est la suivante : 
forêts (62,4 %), cultures permanentes (15,3 %), zones agricoles hétérogènes (8 %), prairies (6 %), zones urbanisées (5,6 %), terres arables (2,6 %), eaux continentales (0,1 %).
L'évolution de l'occupation des sols de la commune et de ses infrastructures peut être observée sur les différentes représentations cartographiques du territoire : la carte de Cassini (XVIIIe siècle), la carte d'état-major (1820-1866) et les cartes ou photos aériennes de l'IGN pour la période actuelle (1950 à aujourd'hui).

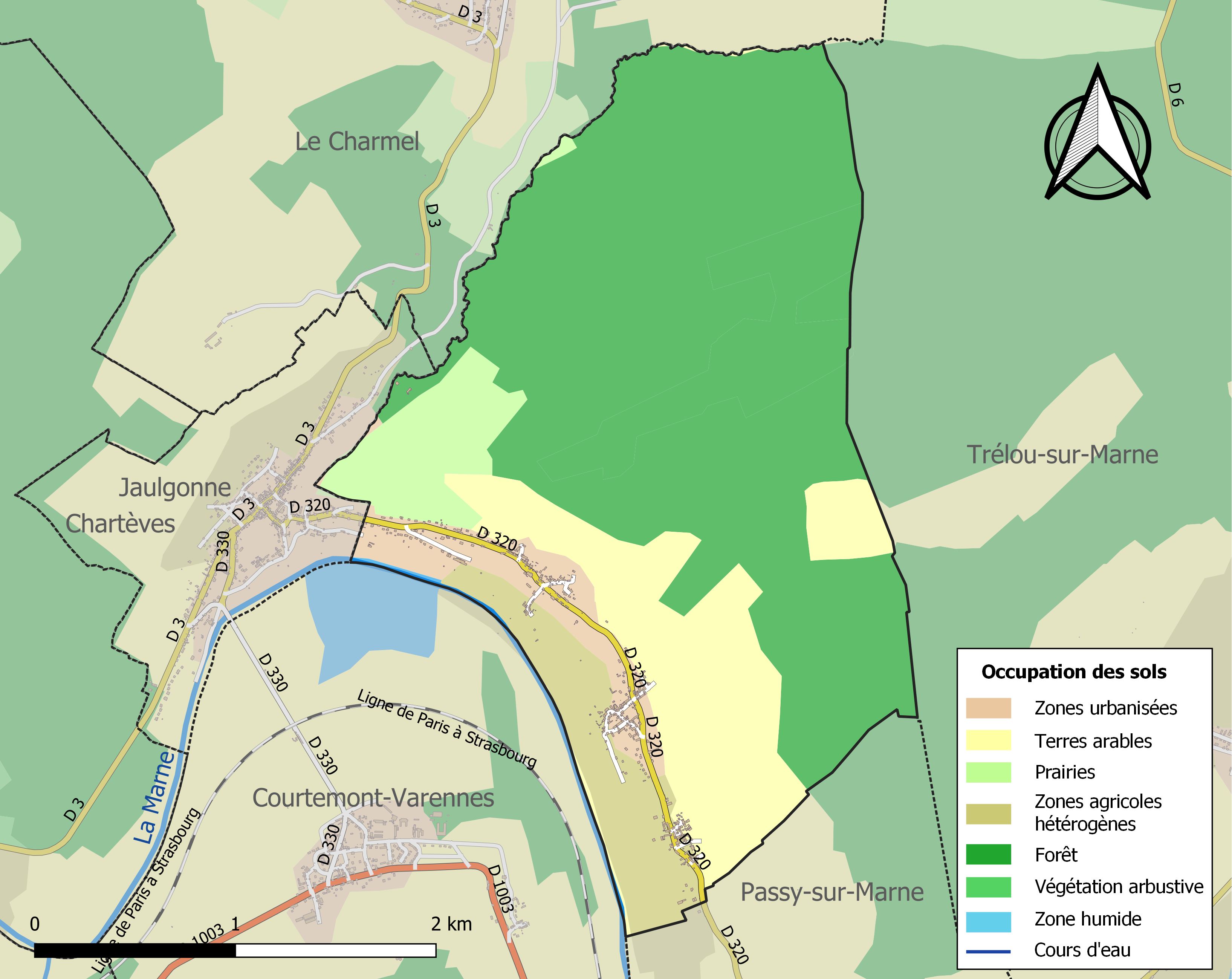
Carte des infrastructures et de l'occupation des sols de la commune en 2018 (CLC).

## Toponymie
Le nom de la localité est attesté sous les formes Barsi (1648) ; Paroisse de Saint-Éloi-de-Barsi (1670) ; Barsi-Marcilly (1694) ; Barcy.
La Marne est une rivière française située à l'est du bassin parisien. Elle représente la plus grande rivière de France.

## Histoire
Au XVIe siècle, les habitants dépendaient de Marie de Luxembourg, duchesse de Vendôme. Les trois hameaux distincts composant le village disposaient, autrefois, chacun d'un port sur la Marne pour le transport de pierres.
En 1923, le chef-lieu de commune de Barzy-sur-Marne est transféré de Barzy-sur-Marne au hameau de Marcilly, devenant ainsi le chef-lieu de commune mais ce transfert s'effectue sans le changement de nom de la commune à la suite du décret du 23 octobre 1923.

## Politique et administration

### Découpage territorial
La commune de Barzy-sur-Marne est membre de la communauté d'agglomération de la Région de Château-Thierry, un établissement public de coopération intercommunale (EPCI) à fiscalité propre créé le 1er janvier 2017 dont le siège est à Étampes-sur-Marne. Ce dernier est par ailleurs membre d'autres groupements intercommunaux.
Sur le plan administratif, elle est rattachée à l'arrondissement de Château-Thierry, au département de l'Aisne et à la région Hauts-de-France. Sur le plan électoral, elle dépend du  canton d'Essômes-sur-Marne pour l'élection des conseillers départementaux, depuis le redécoupage cantonal de 2014 entré en vigueur en 2015, et de la cinquième circonscription de l'Aisne  pour les élections législatives, depuis le dernier découpage électoral de 2010.

### Administration municipale
| Période                                  | Période                       | Identité           | Étiquette | Qualité                                  |
| ---------------------------------------- | ----------------------------- | ------------------ | --------- | ---------------------------------------- |
| Les données manquantes sont à compléter. |                               |                    |           |                                          |
| mars 2001                                | En cours (au 11 juillet 2020) | Jean-Claude Bohain | DVD       | Retraité Réélu pour le mandat 2020-2026, |

## Démographie
L'évolution du nombre d'habitants est connue à travers les recensements de la population effectués dans la commune depuis 1793. Pour les communes de moins de 10 000 habitants, une enquête de recensement portant sur toute la population est réalisée tous les cinq ans, les populations de référence des années intermédiaires étant quant à elles estimées par interpolation ou extrapolation. Pour la commune, le premier recensement exhaustif entrant dans le cadre du nouveau dispositif a été réalisé en 2004.

En 2022, la commune comptait 399 habitants, en évolution de +4,72 % par rapport à 2016 (Aisne : −1,97 %, France hors Mayotte : +2,11 %).
| 1793 | 1800 | 1806 | 1821 | 1831 | 1836 | 1841 | 1846 | 1851 |
| ---- | ---- | ---- | ---- | ---- | ---- | ---- | ---- | ---- |
| 477  | 528  | 635  | 306  | 590  | 605  | 613  | 703  | 618  |

| 1856 | 1861 | 1866 | 1872 | 1876 | 1881 | 1886 | 1891 | 1896 |
| ---- | ---- | ---- | ---- | ---- | ---- | ---- | ---- | ---- |
| 562  | 540  | 512  | 488  | 488  | 458  | 453  | 418  | 421  |

| 1901 | 1906 | 1911 | 1921 | 1926 | 1931 | 1936 | 1946 | 1954 |
| ---- | ---- | ---- | ---- | ---- | ---- | ---- | ---- | ---- |
| 449  | 453  | 377  | 298  | 321  | 293  | 272  | 258  | 245  |

| 1962 | 1968 | 1975 | 1982 | 1990 | 1999 | 2004 | 2006 | 2009 |
| ---- | ---- | ---- | ---- | ---- | ---- | ---- | ---- | ---- |
| 220  | 231  | 248  | 316  | 359  | 356  | 379  | 376  | 388  |

| 2014 | 2019 | 2022 | - | - | - | - | - | - |
| ---- | ---- | ---- | - | - | - | - | - | - |
| 384  | 391  | 399  | - | - | - | - | - | - |

## Culture locale et patrimoine

### Lieux et monuments
- Illustration de la fable Le renard et la cigogne sur la place de Barzy-sur-Marne
- Église Saint-Éloi du XIIIe siècle (classée aux Monuments historiques depuis 1920)[27]
- Lavoir.

## Pour approfondir